# Salina Fisher
Salina Fisher (* 6. Oktober 1993) ist eine neuseeländische Komponistin und Geigerin, die derzeit in Wellington lebt.

## Leben
Fisher machte einen Abschluss an der New Zealand School of Music und erwarb anschließend einen Master of Music in Komposition an der Manhattan School of Music in New York. Im Jahr 2014 wurde Fishers Werk Blushing Skies mit dem Orchestra's Choice Award ausgezeichnet. Sie ist die jüngste Gewinnerin des SOUNZ Contemporary Award für ihr Orchesterwerk Rainphase und wurde 2017 für ihr Streichquartett Tōrino ausgezeichnet. Tōrino wurde ausgewählt, um Neuseeland bei den ISCM World Music Days in Vancouver in Kanada zu vertreten und wurde dort im November 2017 vom Emily Carr String Quartet aufgeführt. Sie wurde mit einem Fulbright New Zealand General Graduate Award ausgezeichnet. Sie ist die Empfängerin des New Generation Award.

## Werke (Auswahl)
- 2014: Blushing Skies für Orchester
- 2015: Rainphase für Orchester (Uraufführung am 2. Juli 2015 in Wellington, europäische Uraufführung am 22. Juni 2024 in Hannover)[6]
- 2017: Tōrino für Streichquartett
- 2017: Yabo für Violine und Bratsche[7]
- 2018: Kingfisher für Flöte, Klarinette, Violine, Perkussion und Klavier
- 2019: Murmuring Light für Orchester[7]
- 2020: Kintsugi für Klaviertrio[7]
- 2024: Yozora für Flöte solo[8]